# Чемпіонат Європи з легкої атлетики 1986
Чемпіонат Європи з легкої атлетики 1986 був проведений 26 серпня-2 вересня в Штутгарті на «Неккарштадіоні».
На чемпіонаті було встановлено два світові рекорди: Юрієм Сєдих у метанні молота (86,74 м) та Мариною Степановою в бігу на 400 метрів з бар'єрами (53,32).
Гайке Дрехслер повторила рекорд Європи у бігу на 200 метрів (21,71).

## Призери

### Чоловіки
| Дисципліни                | Золото                                                                                            | Золото      | Срібло                                                                  | Срібло     | Бронза                                                                                                | Бронза   |
| ------------------------- | ------------------------------------------------------------------------------------------------- | ----------- | ----------------------------------------------------------------------- | ---------- | --- | -------- |
| 100 метрів                | Лінфорд Крісті Велика Британія                                                                    | 10,15 CR    | Штеффен Брінгманн НДР                                                   | 10,20      | Брюно Марі-Роз Франція                                                                                | 10,21    |
| 200 метрів                | Володимир Крилов СРСР                                                                             | 20,52       | Юрген Еверс ФРН                                                         | 20,75      | Андрій Федорів СРСР                                                                                   | 20,84    |
| 400 метрів                | Роджер Блек Велика Британія                                                                       | 44,59 CR NR | Томас Шенлебе НДР                                                       | 44,63      | Матіас Шерзінг НДР                                                                                    | 44,85    |
| 800 метрів                | Себастьян Коу Велика Британія                                                                     | 1.44,50     | Том Маккін Велика Британія                                              | 1.44,61    | Стів Крем Велика Британія                                                                             | 1.44,88  |
| 1500 метрів               | Стів Крем Велика Британія                                                                         | 3.41,09     | Себастьян Коу Велика Британія                                           | 3.41,67    | Ган Кюлкер Нідерланди                                                                                 | 3.42,11  |
| 5000 метрів               | Джек Бакнер Велика Британія                                                                       | 13.10,15 CR | Стефано Меї Італія                                                      | 13.11,57   | Тім Гатчінгс Велика Британія                                                                          | 13.12,88 |
| 10000 метрів              | Стефано Меї Італія                                                                                | 27.56,79    | Альберто Кова Італія                                                    | 27.57,93   | Сальваторе Антібо Італія                                                                              | 28.00,25 |
| 110 метрів з бар'єрами    | Стефан Карістан Франція                                                                           | 13,20       | Арто Брюггаре Фінляндія                                                 | 13,42      | Карлос Сала Іспанія                                                                                   | 13,50    |
| 400 метрів з бар'єрами    | Гаральд Шмід ФРН                                                                                  | 48,65       | Олександр Васильєв СРСР                                                 | 48,76      | Свен Нюландер Швеція                                                                                  | 49,38    |
| 3000 метрів з перешкодами | Гаген Мельцер НДР                                                                                 | 8.16,65     | Франческо Панетта Італія                                                | 8.16,85    | Патріц Ільг ФРН                                                                                       | 8.16,92  |
| 4×100 метрів              | СРСР Олександр Євгеньєв Микола Юшманов Володимир Муравйов Віктор Бризгін Андрій Шляпников (забіг) | 38,29 CR    | НДР Томас Шредер Штеффен Брінгманн Олаф Пренцлер Франк Еммельманн       | 38,64      | Велика Британія Елліотт Банні Дейлі Томпсон Майкл Мак-Фарлейн Лінфорд Крісті                          | 38,71    |
| 4×400 метрів              | Велика Британія Дерек Редмонд Крісс Акабусі Браян Віттл Роджер Блек Філіп Браун (забіг)           | 2.59,84 CR  | ФРН Клаус Юст Едгар Ітт Гаральд Шмід Ральф Любке Йорг Вайхінгер (забіг) | 3.00,17 NR | СРСР Володимир Просін Володимир Крилов Аркадій Корнілов Олександр Курочкін Володимир Володько (забіг) | 3.00,47  |
|                           |                                                                                                   |             |                                                                         |            | |          |
| Марафон                   | Джеліндо Бордін Італія                                                                            | 2:10.54 CR  | Армандо Піццолатто Італія                                               | 2:10.57    | Герберт Штеффні ФРН                                                                                   | 2:11.30  |
| Ходьба 20 кілометрів      | Йозеф Прибилинець Чехословаччина                                                                  | 1:21.15 CR  | Мауріціо Дамілано Італія                                                | 1:21.17    | Мігель Анхель Прієто Іспанія                                                                          | 1:21.36  |
| Ходьба 50 кілометрів      | Гартвіґ Ґаудер НДР                                                                                | 3:40.55 CR  | В'ячеслав Іваненко СРСР                                                 | 3:41.54    | Валерій Сунцов СРСР                                                                                   | 3:42.38  |
|                           |                                                                                                   |             |                                                                         |            | |          |
| Стрибки у висоту          | Ігор Паклін СРСР                                                                                  | 2,34 CR     | Сергій Мальченко СРСР                                                   | 2,31       | Карло Тренхардт ФРН                                                                                   | 2,31     |
| Стрибки з жердиною        | Сергій Бубка СРСР                                                                                 | 5,85 CR     | Василь Бубка СРСР                                                       | 5,75       | Філіпп Колле Франція                                                                                  | 5,75     |
| Стрибки у довжину         | Роберт Емміян СРСР                                                                                | 8,41w       | Сергій Лаєвський СРСР                                                   | 8,01       | Джованні Еванджелісті Італія                                                                          | 7,92     |
| Потрійний стрибок         | Христо Марков Болгарія                                                                            | 17,66 CR    | Маріс Бружикс СРСР                                                      | 17,33      | Олег Проценко СРСР                                                                                    | 17,28w   |
| Штовхання ядра            | Вернер Гюнтер Швейцарія                                                                           | 22,22 CR NR | Ульф Тіммерманн НДР                                                     | 21,84      | Удо Баєр НДР                                                                                          | 20,74    |
| Метання диска             | Ромас Убартас СРСР                                                                                | 67,08       | Георгій Колноотченко СРСР                                               | 67,02 м    | Вацлавас Кідікас СРСР                                                                                 | 66,32 м  |
| Метання молота            | Юрій Сєдих СРСР                                                                                   | 86,74 WR CR | Сергій Литвинов СРСР                                                    | 85,74      | Ігор Нікулін СРСР                                                                                     | 82,00    |
| Метання списа             | Клаус Тафельмаєр ФРН                                                                              | 84,76 CR    | Детлеф Міхель НДР                                                       | 81,90      | Віктор Євсюков СРСР                                                                                   | 81,80    |
|                           |                                                                                                   |             |                                                                         |            | |          |
| Десятиборство             | Дейлі Томпсон Велика Британія                                                                     | 8811 CR     | Юрген Гінгсен ФРН                                                       | 8730       | Зігфрід Венц ФРН                                                                                      | 8676     |

### Жінки
| Дисципліни             | Золото                                                             | Золото      | Срібло                                                                    | Срібло      | Бронза                                                                                       | Бронза      |
| ---------------------- | ------------------------------------------------------------------ | ----------- | ------------------------------------------------------------------------- | ----------- | -------------------------------------------------------------------------------------------- | ----------- |
| 100 метрів             | Марліс Ґер НДР                                                     | 10,81 CR    | Анелія Нунева Болгарія                                                    | 11,04 NR    | Неллі Коман Нідерланди                                                                       | 11,08 NR    |
| 200 метрів             | Хайке Дрехслер НДР                                                 | 21,71 ER CR | Марі-Крістін Казьє Франція                                                | 22,32 NR    | Зільке Гладіш НДР                                                                            | 22,49       |
| 400 метрів             | Маріта Кох НДР                                                     | 48,22       | Ольга Владикіна СРСР                                                      | 49,67       | Петра Мюллер НДР                                                                             | 49,88       |
| 800 метрів             | Надія Олізаренко СРСР                                              | 1.57,15     | Зігрун Водарс НДР                                                         | 1.57,42     | Любов Гуріна СРСР                                                                            | 1.57,73     |
| 1500 метрів            | Равіля Аглетдінова СРСР                                            | 4.01,19     | Тетяна Самоленко СРСР                                                     | 4.02,36     | Дойна Мелінте Румунія                                                                        | 4.02,44     |
| 3000 метрів            | Ольга Бондаренко СРСР                                              | 8.33,99     | Марічіка Пуйке Румунія                                                    | 8.35,92     | Івонн Маррей Велика Британія                                                                 | 8.37,15     |
| 10000 метрів           | Інгрід Крістіансен Норвегія                                        | 30.23,25 CR | Ольга Бондаренко СРСР                                                     | 30.57,21 NR | Ульріке Брунс НДР                                                                            | 31.19,76 NR |
| 100 метрів з бар'єрами | Йорданка Донкова Болгарія                                          | 12,38 CR    | Корнелія Ошкенат НДР                                                      | 12,55       | Гінка Загорчева Болгарія                                                                     | 12,70       |
| 400 метрів з бар'єрами | Марина Степанова СРСР                                              | 53,32 WR CR | Сабіне Буш НДР                                                            | 53,60       | Корнелія Фоєрбах НДР                                                                         | 54,13       |
| 4×100 метрів           | НДР Зільке Гладіш Сабіна Гюнтер-Рігер Інґрід Ауерсвальд Марліс Ґер | 41,84 CR    | Болгарія Гінка Загорчева Анелія Нунева Надєжда Георгієва Йорданка Донкова | 42,68       | СРСР Антоніна Настобурко Наталія Бочина Марина Жирова Ольга Золотарьова Ірина Слюсар (забіг) | 42,74       |
| 4×400 метрів           | НДР Кірстен Зімон Сабіне Буш Петра Мюллер Маріта Кох               | 3.16,87 CR  | ФРН Гізела Кінцель Уте Тімм Гайді-Ельке Гаугель Габі Буссман              | 3.22,80 NR  | Польща Єва Каспшик Мажена Войдецька Ельжбета Капуста Геновефа Блашак                         | 3.24,65 NR  |
|                        |                                                                    |             |                                                                           |             |                                                                                              |             |
| Марафон                | Роза Мота Португалія                                               | 2:28.38 CR  | Лаура Фольї Італія                                                        | 2:32.52     | Катерина Храменкова СРСР                                                                     | 2:34.18     |
| Ходьба 10 кілометрів   | Марія Крус Діас Іспанія                                            | 46.09 CR    | Анн Янссон Швеція                                                         | 46.14       | Сів Ібаньєс Швеція                                                                           | 46.19       |
|                        |                                                                    |             |                                                                           |             |                                                                                              |             |
| Стрибки у висоту       | Стефка Костадинова Болгарія                                        | 2,00        | Светлана Ісаєва Болгарія                                                  | 1,93        | Ольга Турчак СРСР                                                                            | 1,93        |
| Стрибки у довжину      | Хайке Дрехслер НДР                                                 | 7,27        | Галина Чистякова СРСР                                                     | 7,09        | Гельга Радтке НДР                                                                            | 6,89        |
| Штовхання ядра         | Гайді Крігер НДР                                                   | 21,10       | Інес Мюллер НДР                                                           | 20,81       | Наталія Ахрименко СРСР                                                                       | 20,68       |
| Метання диска          | Діана Захсе НДР                                                    | 71,36 CR    | Цветанка Христова Болгарія                                                | 69,52       | Мартіна Гелльман НДР                                                                         | 68,26       |
| Метання списа          | Фатіма Вітбред Велика Британія                                     | 76,32       | Петра Фельке НДР                                                          | 72,52       | Беате Петерс ФРН                                                                             | 68,04       |
|                        |                                                                    |             |                                                                           |             |                                                                                              |             |
| Семиборство            | Анке Бемер НДР                                                     | 6717 CR     | Наталія Шубенкова СРСР                                                    | 6645        | Джуді Сімпсон Велика Британія                                                                | 6623 NR     |

## Медальний залік
| Місце                | Країна               | Золото | Срібло | Бронза | Загалом |
| -------------------- | -------------------- | ------ | ------ | ------ | ------- |
| 1                    | СРСР                 | 11     | 13     | 12     | 36      |
| 2                    | НДР                  | 11     | 10     | 8      | 29      |
| 3                    | Велика Британія      | 8      | 2      | 5      | 15      |
| 4                    | Болгарія             | 3      | 4      | 1      | 8       |
| 5                    | Італія               | 2      | 6      | 2      | 10      |
| 6                    | ФРН                  | 2      | 4      | 5      | 11      |
| 7                    | Франція              | 1      | 1      | 2      | 4       |
| 8                    | Іспанія              | 1      | 0      | 2      | 3       |
| 9                    | Норвегія             | 1      | 0      | 0      | 1       |
| 9                    | Португалія           | 1      | 0      | 0      | 1       |
| 9                    | Чехословаччина       | 1      | 0      | 0      | 1       |
| 9                    | Швейцарія            | 1      | 0      | 0      | 1       |
| 13                   | Швеція               | 0      | 1      | 2      | 3       |
| 14                   | Румунія              | 0      | 1      | 1      | 2       |
| 15                   | Фінляндія            | 0      | 1      | 0      | 1       |
| 16                   | Нідерланди           | 0      | 0      | 2      | 2       |
| 17                   | Польща               | 0      | 0      | 1      | 1       |
| Загалом (17 збірних) | Загалом (17 збірних) | 43     | 43     | 43     | 129     |